# Лоиц
Лоиц (њем. Loitz) град је у њемачкој савезној држави Мекленбург-Западна Померанија. Једно је од 69 општинских средишта округа Демин. Према процјени из 2010. у граду је живјело 4.320 становника. Посједује регионалну шифру (AGS) 13052049.

## Географски и демографски подаци
Лоиц се налази у савезној држави Мекленбург-Западна Померанија у округу Демин. Град се налази на надморској висини од 6 метара. Површина општине износи 63,0 km². У самом граду је, према процјени из 2010. године, живјело 4.320 становника. Просјечна густина становништва износи 69 становника/km².